# Traematosisis
Traematosisis là một chi nhện trong họ Linyphiidae.